# Allobates algorei
Allobates algorei Barrio-Amorós & Santos, 2009 è un anfibio anuro appartenente alla famiglia degli Aromobatidi.

## Etimologia
L'epiteto specifico è stato dato in onore di Al Gore.

## Distribuzione e habitat
È presente nello stato di Táchira in Venezuela e anche in alcune zone limitrofe della Colombia. Si può trovare dai 400 ai 1000 m di altitudine.